# ميمونة ندياي
ميمونة ندياي (بالإنجليزية: Maimouna N'Diaye)، هي مُمثلة فرنسية غينية. في 2015، شاركت ميمونة في فيلم عين العاصفة، هذا الأخير كان قد عُرض في افتتاح دورة تلك السنة من المهرجان الأفريقي للسينما والتلفزيون في واغادوغو.

## الجوائز والترشيحات
فازت ميمونة ندياي سنة 2015 بجائزة أفضل مُمثلة في المهرجان الأفريقي للسينما والتلفزيون في واغادوغو، عن دورها في فيلم عين العاصفة. كما رُشحت عن نفس الدور لنيل جائزة الأكاديمية الأفريقية للأفلام لأفضل ممثلة في دور رئيسي.

## روابط خارجية
ميمونة ندياي على موقع IMDb (الإنجليزية)
- ميمونة ندياي على موقع ألو سيني (الفرنسية)
- ميمونة ندياي على موقع قاعدة بيانات الفيلم (الإنجليزية)